# Нативидади (Рио-де-Жанейро)
Нативидади (порт. Natividade) — муниципалитет в Бразилии, входит в штат Рио-де-Жанейро. Составная часть мезорегиона Северо-запад штата Рио-де-Жанейро. Входит в экономико-статистический микрорегион Итаперуна. Население составляет 14 930 человек на 2007 год. Занимает площадь 387,026 км². Плотность населения — 38,6 чел./км².
Праздник города — 20 июня.

## История
Город основан 20 июня 1947 года.

## Статистика
- Валовой внутренний продукт на 2005 год составляет 103 235 тысяч реалов (данные: Бразильский институт географии и статистики).
- Валовой внутренний продукт на душу населения на 2005 год составляет 6691,00 реалов (данные: Бразильский институт географии и статистики).
- Индекс развития человеческого потенциала на 2000 год составляет 0,736 (данные: Программа развития ООН).

## География
Климат местности: тропический. В соответствии с классификацией Кёппена, климат относится к категории Aw.